# Tineo
Tineo (asztúriai nyelven Tinéu) község Spanyolországban, Asztúria autonóm közösségben. Tineo Salas, Belmonte de Miranda, Somiedo, Cangas del Narcea, Allande, Villayón és Valdés községekkel határos. Lakosainak száma 8769 fő (2024).

## Népesség
A település népessége az utóbbi években az alábbiak szerint változott:
| Lakosok száma | 12 797 | 12 312 | 11 539 | 11 146 | 10 652 | 10 413 | 9700 | 9389 | 9009 | 8769 |
|               | 2001   | 2004   | 2007   | 2009   | 2012   | 2014   | 2017 | 2019 | 2022 | 2024 |